# Pont Berlage
Le pont Berlage (en néerlandais : Berlagebrug) est un pont du sud d'Amsterdam aux Pays-Bas. Il enjambe le fleuve Amstel et relie le quartier du Rivierenbuurt (Amsterdam-Sud) et la Weesperzijde (Watergraafsmeer). Inauguré en 1932, il a été conçu par l'architecte néerlandais Hendrik Petrus Berlage en l'honneur duquel il a été baptisé.

## Histoire
En 1925, l'Amstellaan (devenue Vrijheidslaan, « avenue de la Liberté ») fut achevée. Cette grande rue faisait la fierté de nombreux Amstellodamois. Cependant, le plan Zuid dans le cadre duquel elle fut construite ne prévoyait pas de raccordement direct avec le reste des Pays-Bas, dont elle était séparée par l'Amstel. Dans son projet de développement, l'architecte Hendrik Petrus Berlage (1856-1934) avait cependant anticipé l'ajout de liaisons avec l'autre rive.
Alors que les quartiers du Transvaalbuurt et de Betondorp émergèrent de l'autre côté du fleuve, l'amélioration rapide des infrastructures devint indispensable. Étant donné que le Nieuwe Amstelbrug (ou Ceintuurbaanbrug), qui fait la liaison entre De Pijp et Amsterdam-Oost constituait le pont fixe le plus proche, un système de ferries fut mis en place à hauteur de l'Amstellaan.
Lorsqu'il fut finalement décidé de construire un vrai pont, Berlage eut finalement la possibilité de mettre en œuvre son projet. Ir. Cornelis Biemond, alors responsable des ponts du service municipal des travaux publics de la ville hérita du volet technique, tandis que Berlage fut chargé de la conception du pont. En 1928, le projet était prêt. Un budget de 1 600 000 florins fut alloué au projet. Comme à son habitude, van Berlage attacha beaucoup d'importance aux détails dans la conception de son pont. Au moment de son inauguration, ce dernier était le plus gros d'Amsterdam (avec une longueur de 80 mètres, et une largeur de 24 m).
Le 28 mai 1932 le pont Berlage fut inauguré devant des milliers d'Amstellodamois, marquant l'arrivée d'un nombre inouï de voitures sur les grands axes développés dans le cadre du Plan Zuid.